# 1934 no teatro

## Nascimentos
| Data            | Nome                    | Profissão                                         | Nacionalidade | Observações | Ref |
| --------------- | ----------------------- | ------------------------------------------------- | ------------- | ----------- | --- |
| 17 de fevereiro | Alan Bates              | ator                                              | Inglaterra    | m. 2003     |     |
| 17 de maio      | Paulo Afonso Grisolli   | jornalista, autor e diretor de teatro e televisão | Brasil        | m. 2004     |     |
| 6 de agosto     | Gianfrancesco Guarnieri | ator, diretor, dramaturgo e poeta                 | Itália        | m. 2006     |     |
| 27 de agosto    | Yumara Rodrigues        | atriz, diretora e produtora de teatro             | Brasil        | m. 2024     |     |
| 13 de outubro   | Héctor Gómez            | ator                                              | México        |             |     |
| 16 de novembro  | Cunha de Leiradella     | escritor e dramaturgo                             | Portugal      |             |     |
| 28 de Dezembro  | Maggie Smith            | atriz                                             | Inglaterra    |             |     |

## Mortes
| Data | Nome | Profissão | Nacionalidade | Observações | Ref |
| ---- | ---- | --------- | ------------- | ----------- | --- |